# Kad ćeš se udati?
Kad ćeš se udati? (tahićanski: Nafea faa ipoipo?) je umjetničko djelo, ulje na platnu, koje je naslikao Paul Gauguin 1892. godine. U veljači 2015. godine njezin vlasnik, Rudolf Staechelin, prodao ju je Šeiki Al-Majasi bint Hamad Al-Tani, sestri kralja i princezi Katara, za skoro 300 milijuna $, što je najveća cijena ikada plaćena za neko umjetničko djelo. Slika je ipak ostala u svom prijašnjem postavu u muzeju Fundacije Beyeler u Bernu do 28. lipnja 2015. god.

## Povijest
Gauguin je za vrijeme njegova boravka na Tahitiju od 1891. god. gajio nade kako će pronaći „rajski vrt gdje može stvarati čistu “primitivnu” umjetnost”, za razliku od lažne primitivne umjetnosti koja je tada nastajala u Francuskoj. Odmah po dolasku pronašao je kako Tahiti nije onakav kakvim ga je zamišljao; koloniziran još od 18. stoljeća s dvije trećine Tahićana umorenima europskim bolestima. "Primitivna" kultura je već bila nestala, no usprkos tomu Gauguin je često slikao lokalne žene nage ili polunage, odjevene u tradicionalnu narodnu nošnju, ali i odjevene u zapadnjačke haljine, kao što je stražnja figura na slici „Kad ćeš se udati?”.
Prednji i srednji plan su ispunjeni zelenim, žutim i plavim plohama, dok je tradicionalno odjevena djevojka smještena na pragu između ova dva plana. Povjesničar Richard Field je pretpostavio kako bijela tahićanska gardenija iza njezina lijevog uha znači kako je ona za udaju. Djevojka se proteže dok je njezino lice stilizirano i pojednostavljeno. Iza nje se nalazi uspravna žena s dugim vratom odjevena u zapadnjačku haljinu s rukom u budističkoj pozi upozoravanja (mudra). Ona je okružena snažno plavo-bijlim plohama i njezino lice ima individualne odlike, te se nalazi u središtu slike. Ružičasta boja njezine haljine snažno odudara od ostalih boja na slici. Na dnu slike nalazi se natpis: NAFEA Faa ipoipo („Kad ćeš se udati”). U to vrijeme Gauguin je, oduševljen jezikom, svoje slike nazivao tahićanskim naslovima, iako ga nikada nije podrobno naučio.
Slike Tahićanki, uključujući i Kad ćeš se udati?, izložene su na prodajnoj izložbi koju je organizirao Paul Durand-Ruel 1893. godine u Parizu, ali nisu baš doživjele uspjeh. Ovu sliku je Gauguin procjenio na 1.500 franaka, kao jednu od dvije najskuplje na izložbi, ali ju nije uspio prodati. Staechelin je je naposljetku kupio od galerije Maison Moos u Ženevi 1917. god.

## Vanjske poveznice
- REMEK-DJELA SU OTPORNA NA RECESIJU: DESET NAJSKUPLJIH SLIKA U POVIJESTI, ziher.hr, 18. svibnja 2015.
- Gauguinova silika prodata za rekordnih 300 milijuna dolara, vecernji.ba 9. velječe 2015.
- Željko Karaula, 5 najskupljih slika svih vremena![neaktivna poveznica]